# Saison 2021 de l'équipe cycliste Alé BTC Ljubljana
La saison 2021 de l'équipe cycliste Alé BTC Ljubljana est la onzième de la formation Alé Cipollini. L'effectif est relativement stable, la vice-championne du monde du contre-la-montre Marlen Reusser est la principale recrue. Eri Yonamine et Jutatip Maneephan quittent notamment l'équipe.
Marlen Reusser, réalise le doublé route-chrono aux championnats de Suisse. Surtout, elle confirme être une des meilleures spécialistes du contre-la-montre dans le peloton en obtenant la médaille d'argent aux Jeux olympiques, la médaille d'or aux championnats d'Europe et l'argent aux championnats du monde, ainsi qu'en remportant le Chrono des Nations. Elle se classe également deuxième du Simac Ladies Tour et du Ceratizit Challenge by La Vuelta après en avoir été la leader dans les deux cas. Dans un autre registre, Mavi Garcia est sixième du Trofeo Alfredo Binda-Comune di Cittiglio et de l'Amstel Gold Race puis cinquième de la Flèche wallonne, cinquième du Tour d'Italie et deuxième du Tour de l'Ardèche. Marta Bastianelli se classe cinquième de Gand-Wevelgem. Elle gagne au sprint une étape du Tour de Suisse, du Tour de l'Ardèche et du Women's Tour. Elle prend aussi la cinquième place de Paris-Roubaix. Anastasia Chursina gagne une étape du Tour de Burgos. Marlen Reusser est sixième du classement UCI et huitième du World Tour. Alé BTC Ljubljana est respectivement cinquième et septième des deux classements par équipes.

## Préparation de la saison

### Partenaires et matériel de l'équipe

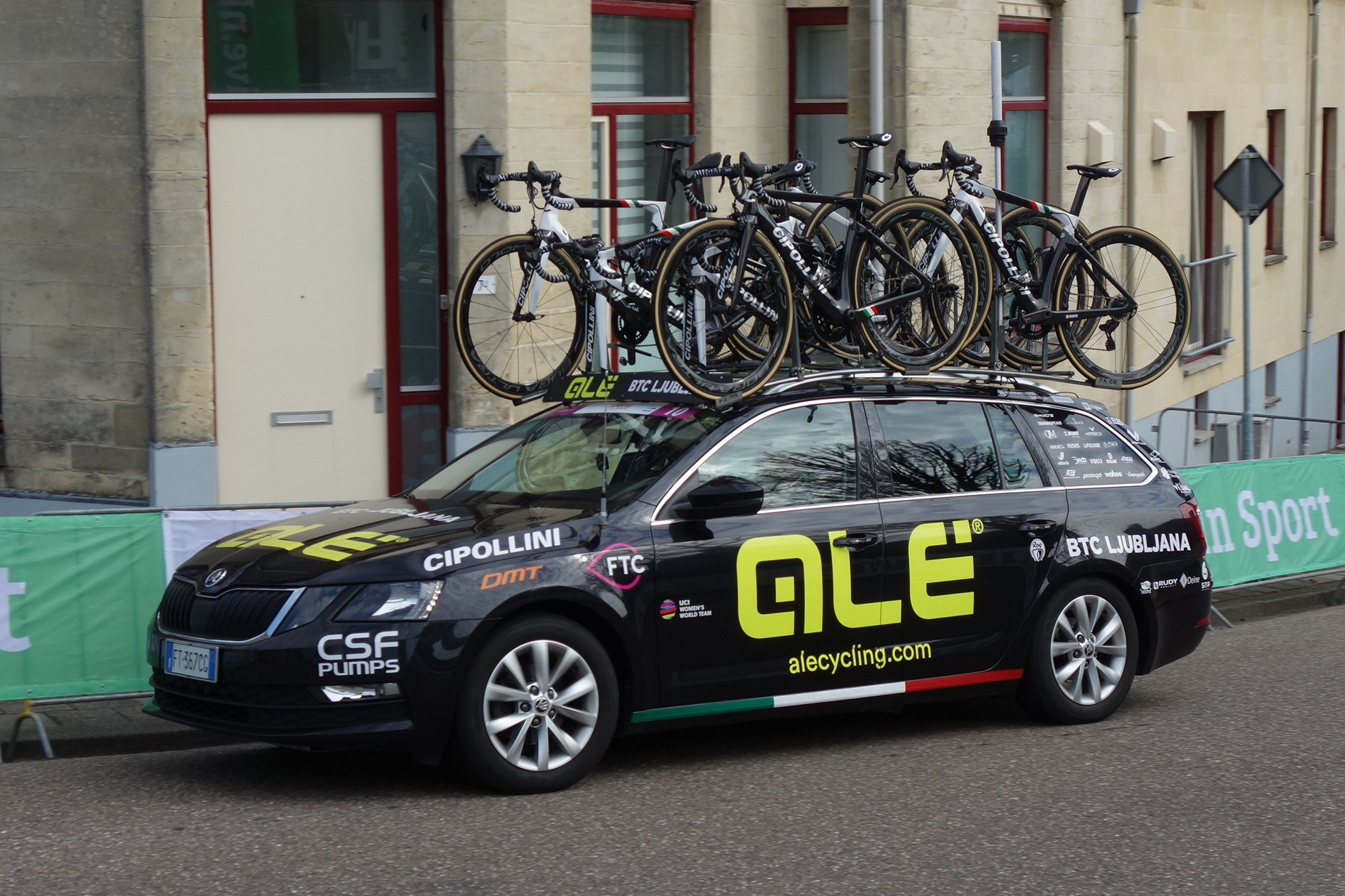
Voiture de l'équipe.

L'équipe utilise des cyclistes de la marque Cipollini.

### Arrivées et départs
La spécialiste du contre-la-montre, deuxième des championnats du monde, Marlen Reusser, rejoint l'équipe en provenance de l'équipe Paule Ka. Sophie Wright la suit.  Laura Tomasi et Alessia Patuelli sont les autres recrues.
Au niveau des départs, la championne du Japon  Eri Yonamine et la championne de Thaïlande Jutatip Maneephan quittent l'équipe. Les Slovènes Urška Bravec et Urška Žigart ne sont pas conservées.
| Arrivées         | Équipe 2020             |
| ---------------- | ----------------------- |
| Alessia Patuelli | Néo-professionnelle     |
| Marlen Reusser   | Paule Ka                |
| Laura Tomasi     | Top Girls Fassa Bortolo |
| Sophie Wright    | Paule Ka                |

| Départs           | Équipe 2021  |
| ----------------- | ------------ |
| Urška Bravec      |              |
| Jutatip Maneephan |              |
| Eri Yonamine      | Tibco-SVB    |
| Urška Žigart      | BikeExchange |

### Effectifs
| Effectif 2021            | Effectif 2021     | Effectif 2021 | Effectif 2021                         |
| Cycliste                 | Date de naissance | Pays          | Équipe précédente                     |
| ------------------------ | ----------------- | ------------- | ------------------------------------- |
| Marta Bastianelli        | 30 avril 1987     | Italie        | Virtu Cycling Women (2019)            |
| Maaike Boogaard          | 24 août 1998      | Pays-Bas      | BTC City Ljubljana (2019)             |
| Eugenia Bujak            | 25 juin 1989      | Slovénie      | BTC City Ljubljana (2019)             |
| Anastasia Chursina       | 7 avril 1995      | Russie        | BTC City Ljubljana (2019)             |
| Mavi García              | 2 janvier 1984    | Espagne       | Movistar Team (2019)                  |
| Tatiana Guderzo          | 22 août 1984      | Italie        | Bepink (2019)                         |
| Alessia Patuelli         | 22 décembre 2002  | Italie        |                                       |
| Urša Pintar              | 3 octobre 1985    | Slovénie      | BTC City Ljubljana (2019)             |
| Marlen Reusser           | 20 septembre 1991 | Suisse        | Équipe cycliste Paule Ka (2020)       |
| Laura Tomasi             | 1 juillet 1999    | Italie        | Top Girls Fassa Bortolo (2020)        |
| Anna Trevisi             | 8 mai 1992        | Italie        | Inpa Sottoli Bianchi Giusfredi (2015) |
| Sophie Wright            | 15 mars 1999      | Royaume-Uni   | Équipe cycliste Paule Ka (2020)       |
|                          |                   |               |                                       |
| Source : ProCyclingStats |                   |               |                                       |

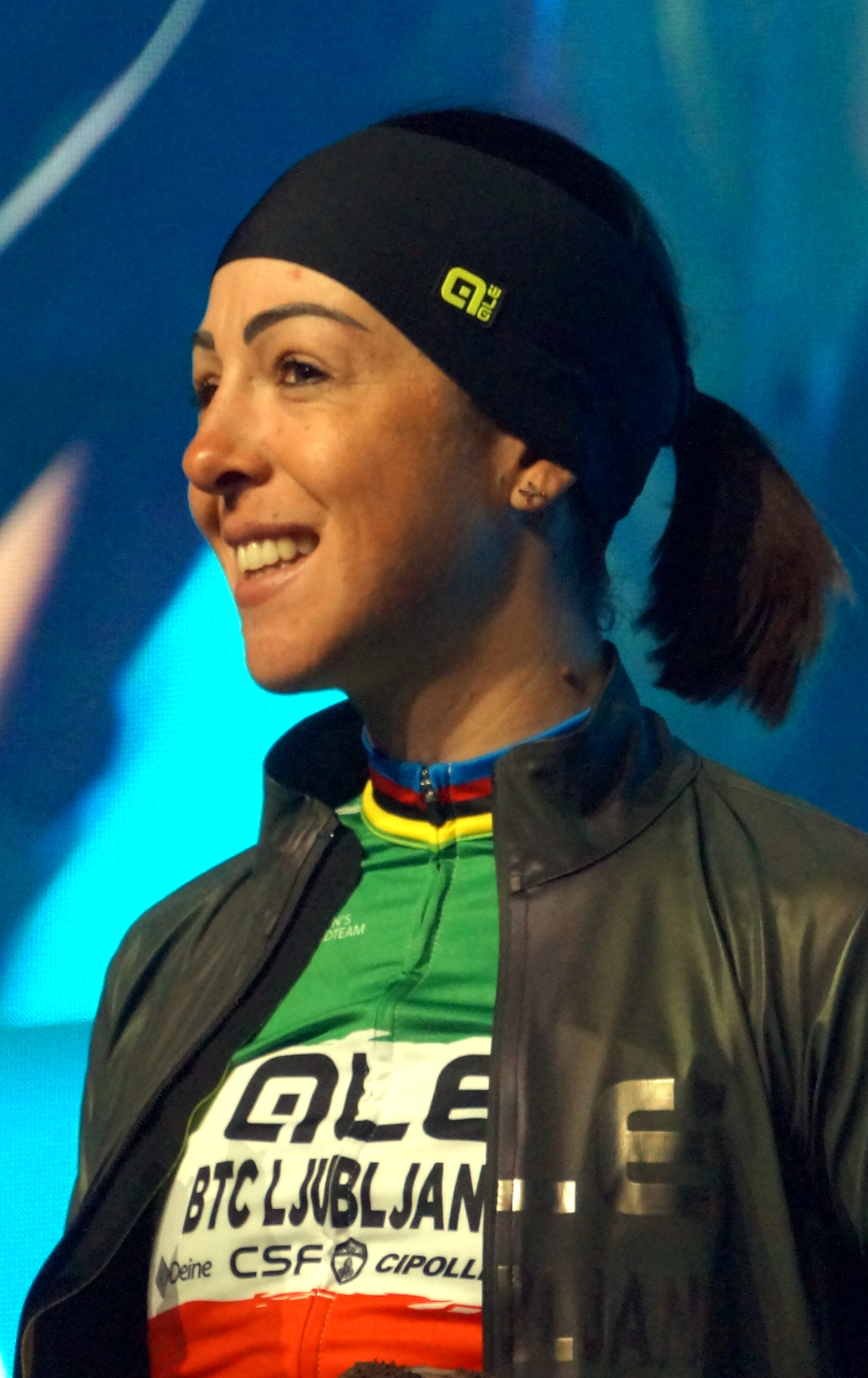
Marta Bastianelli en 2020.
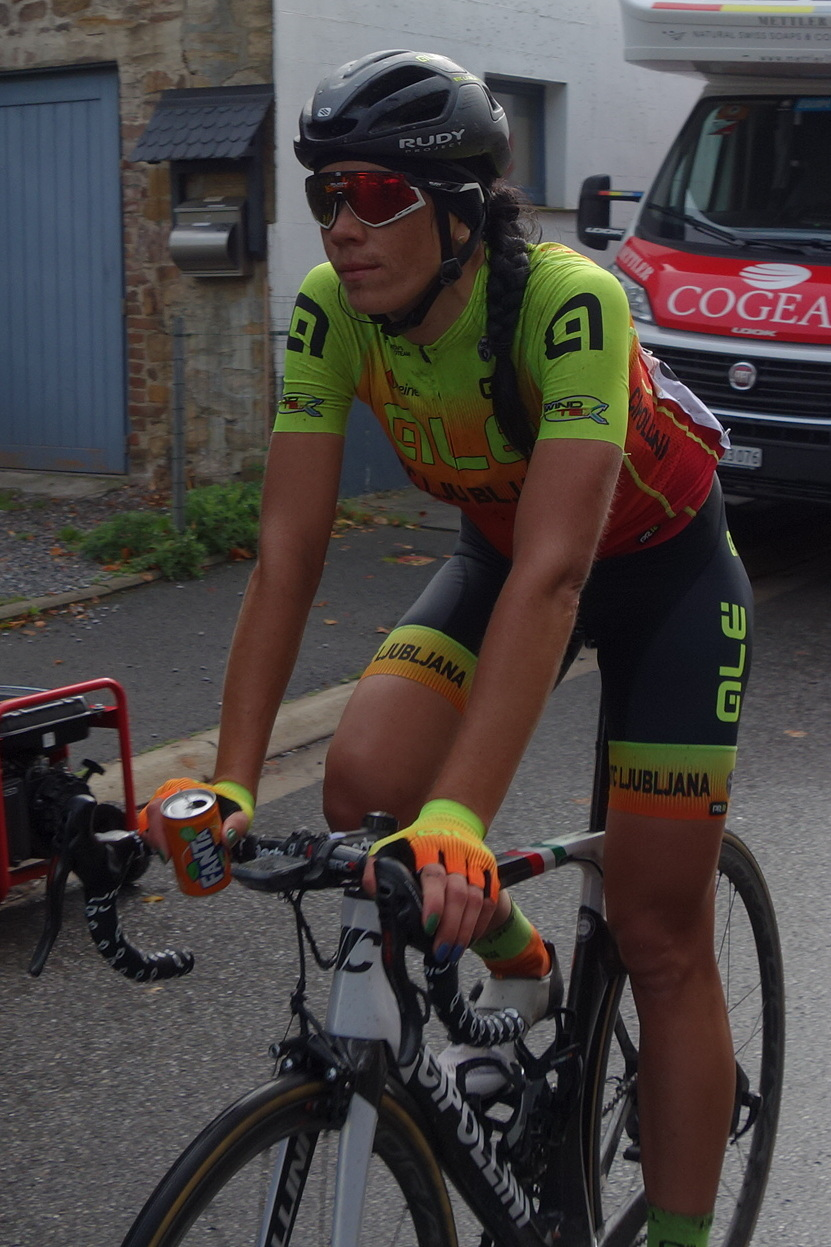
Eugenia Bujak en 2020.
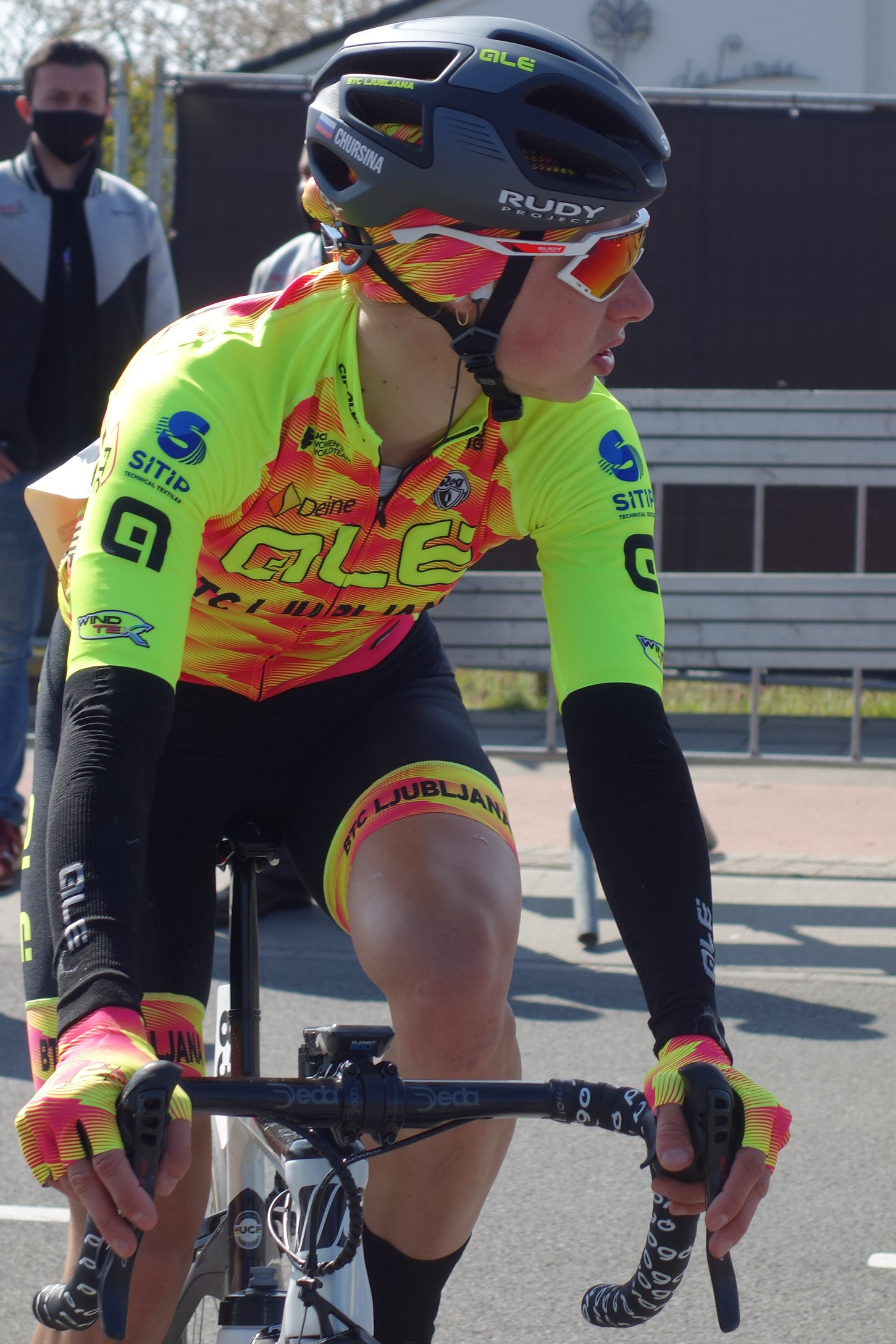
Anastasia Chursina
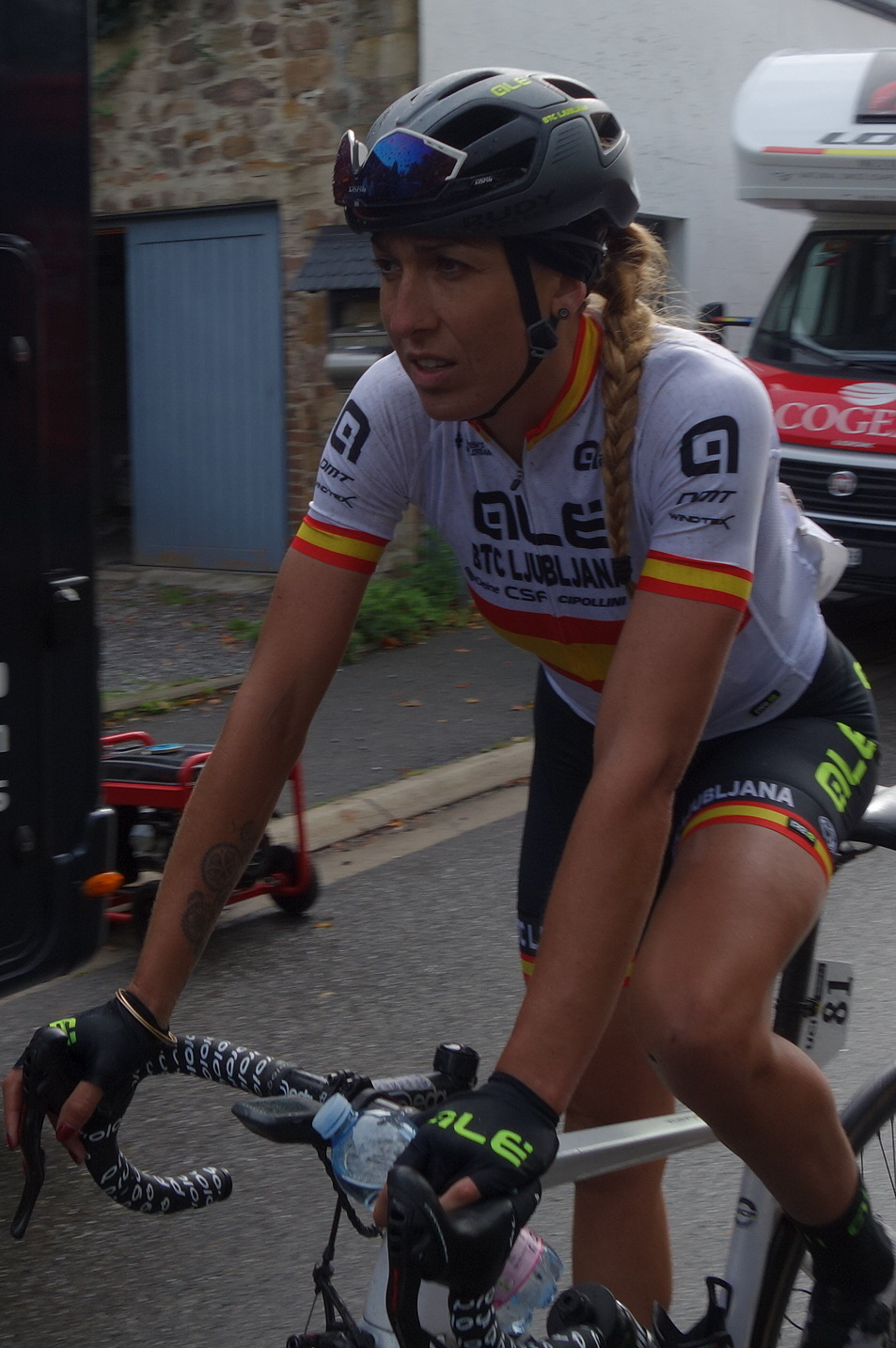
Mavi García en 2020.
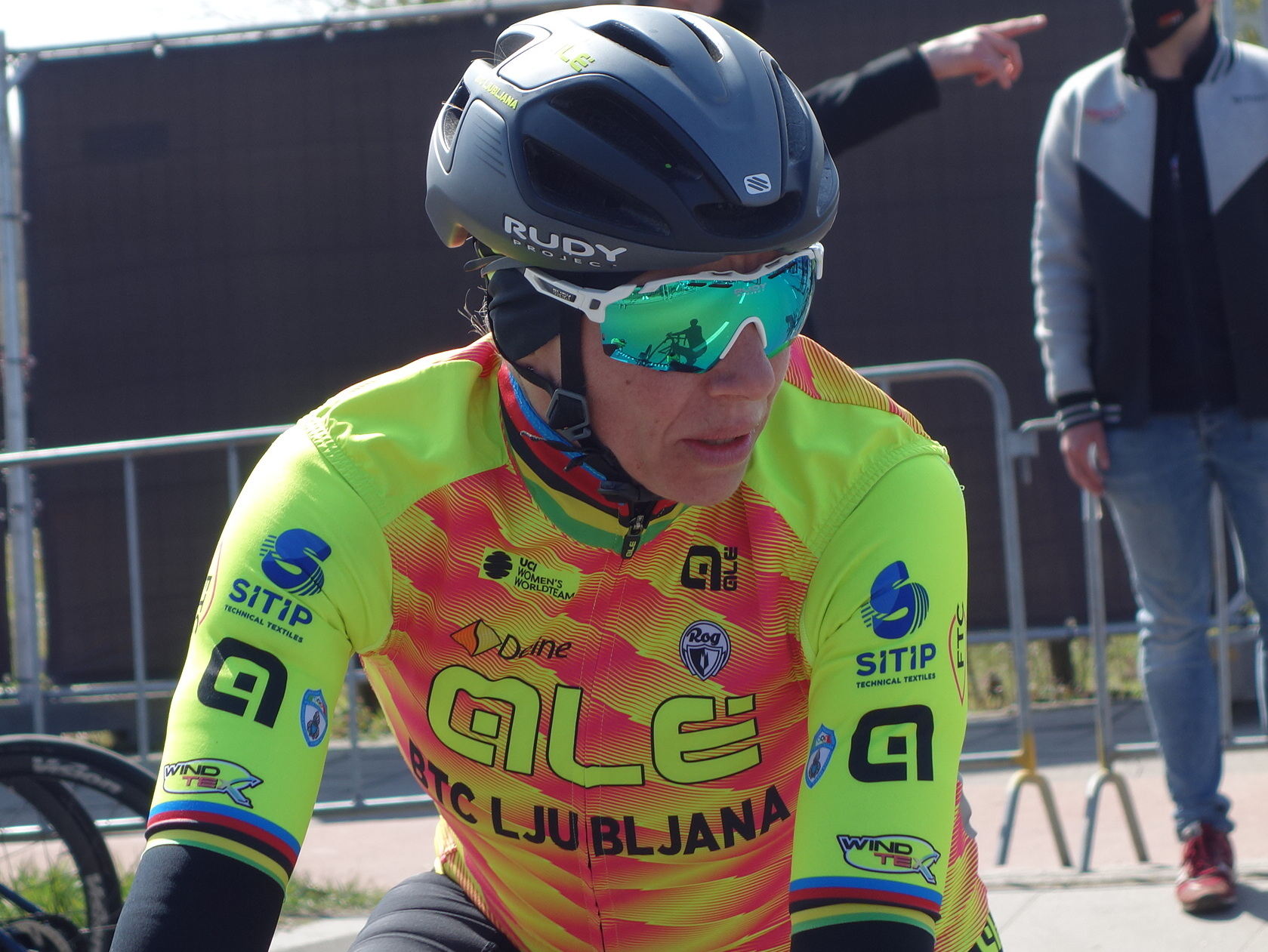
Tatiana Guderzo
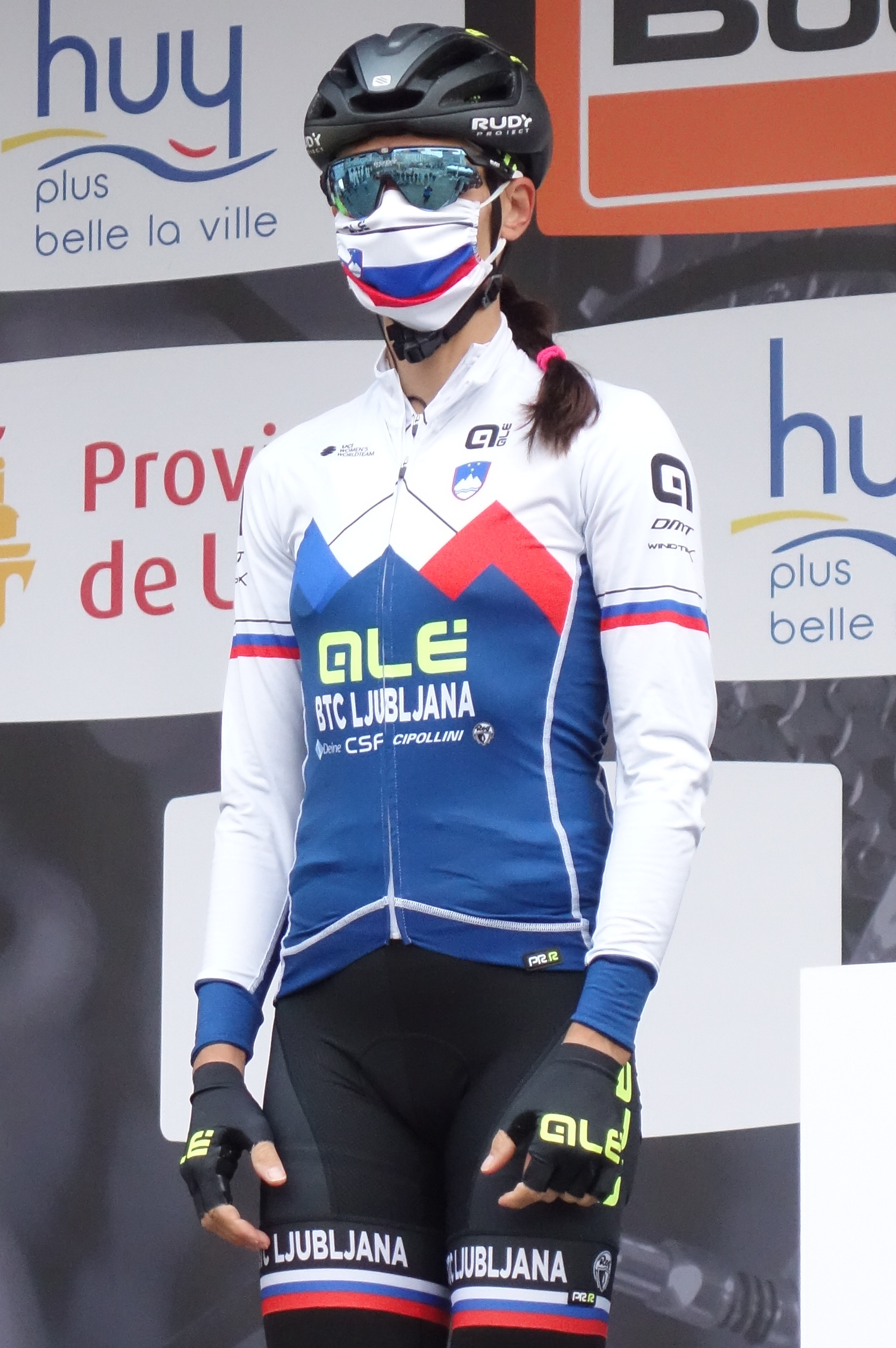
Ursa Pintar en 2020.
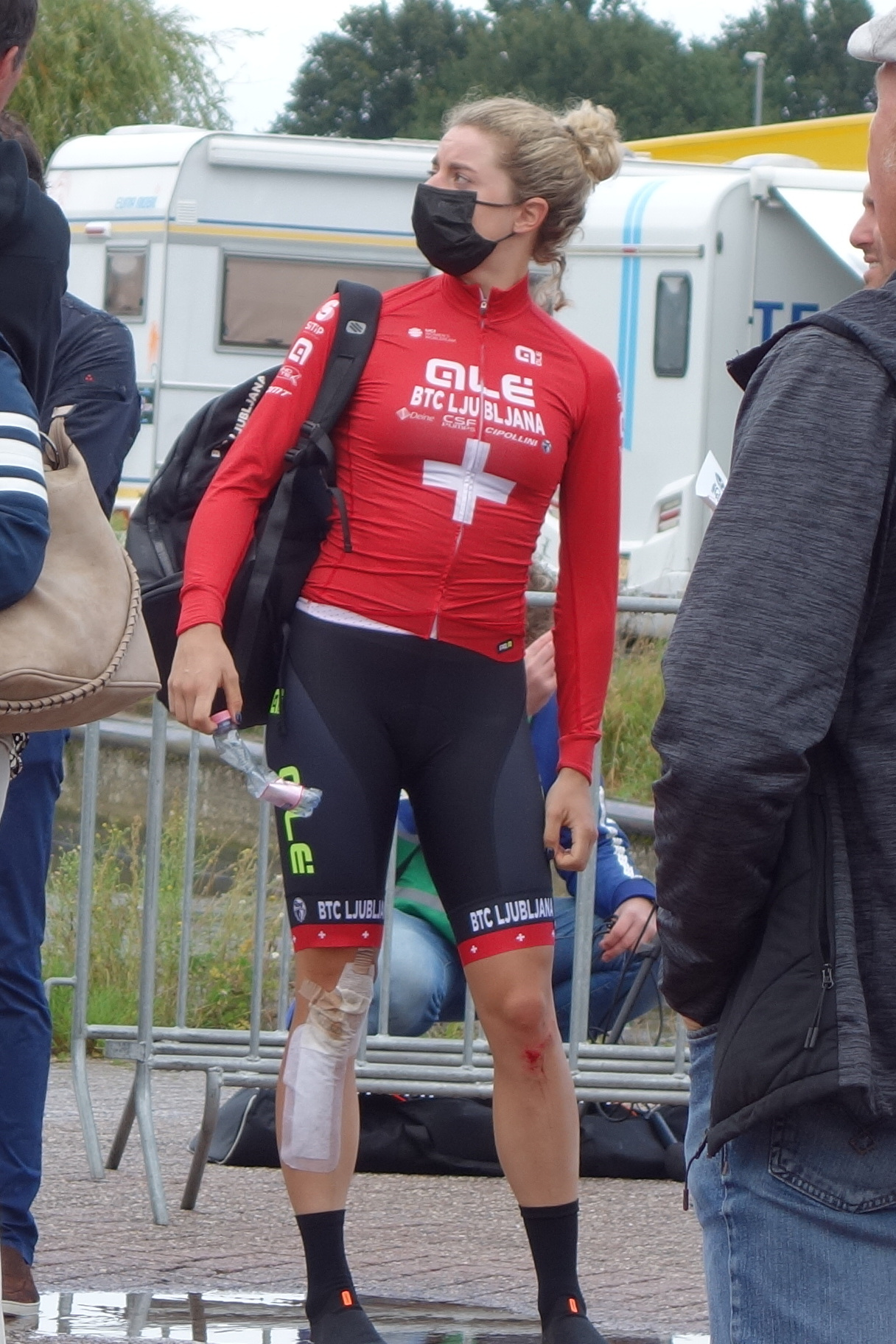
Marlen Reusser
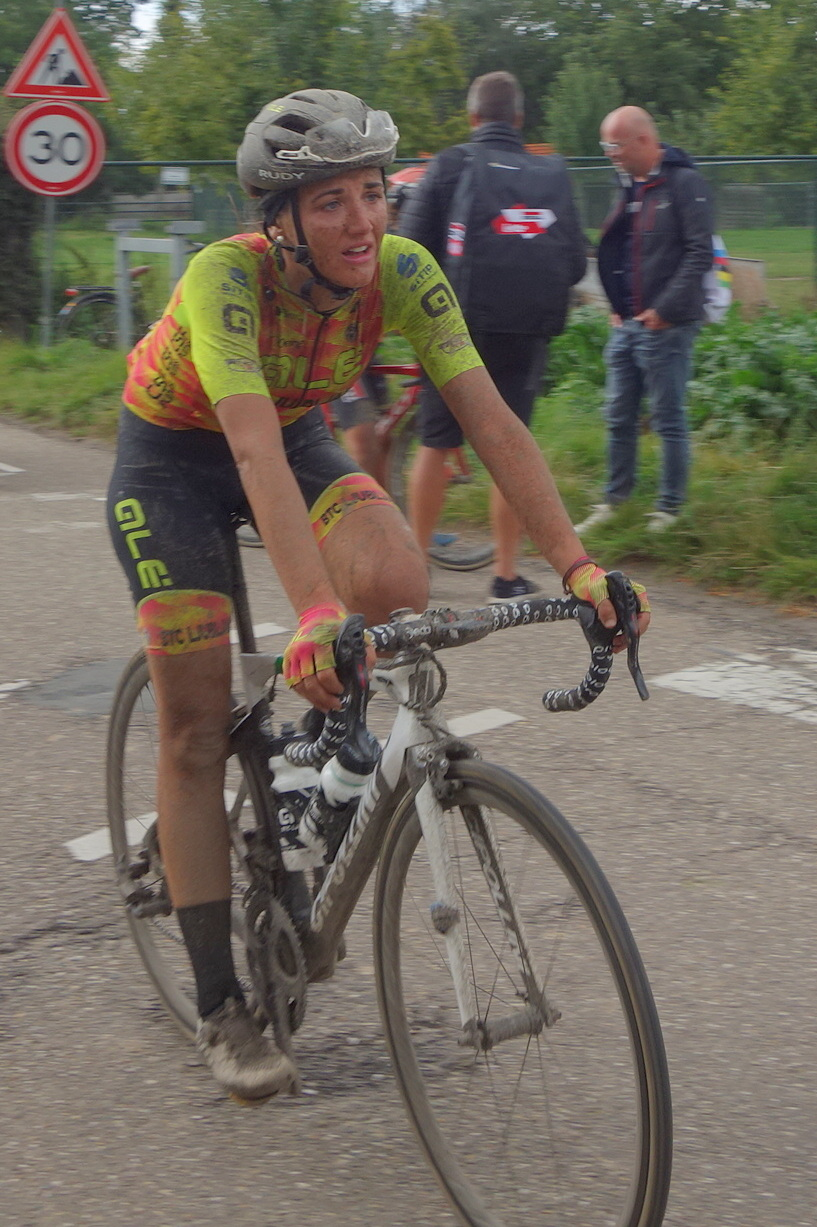
Laura Tomasi
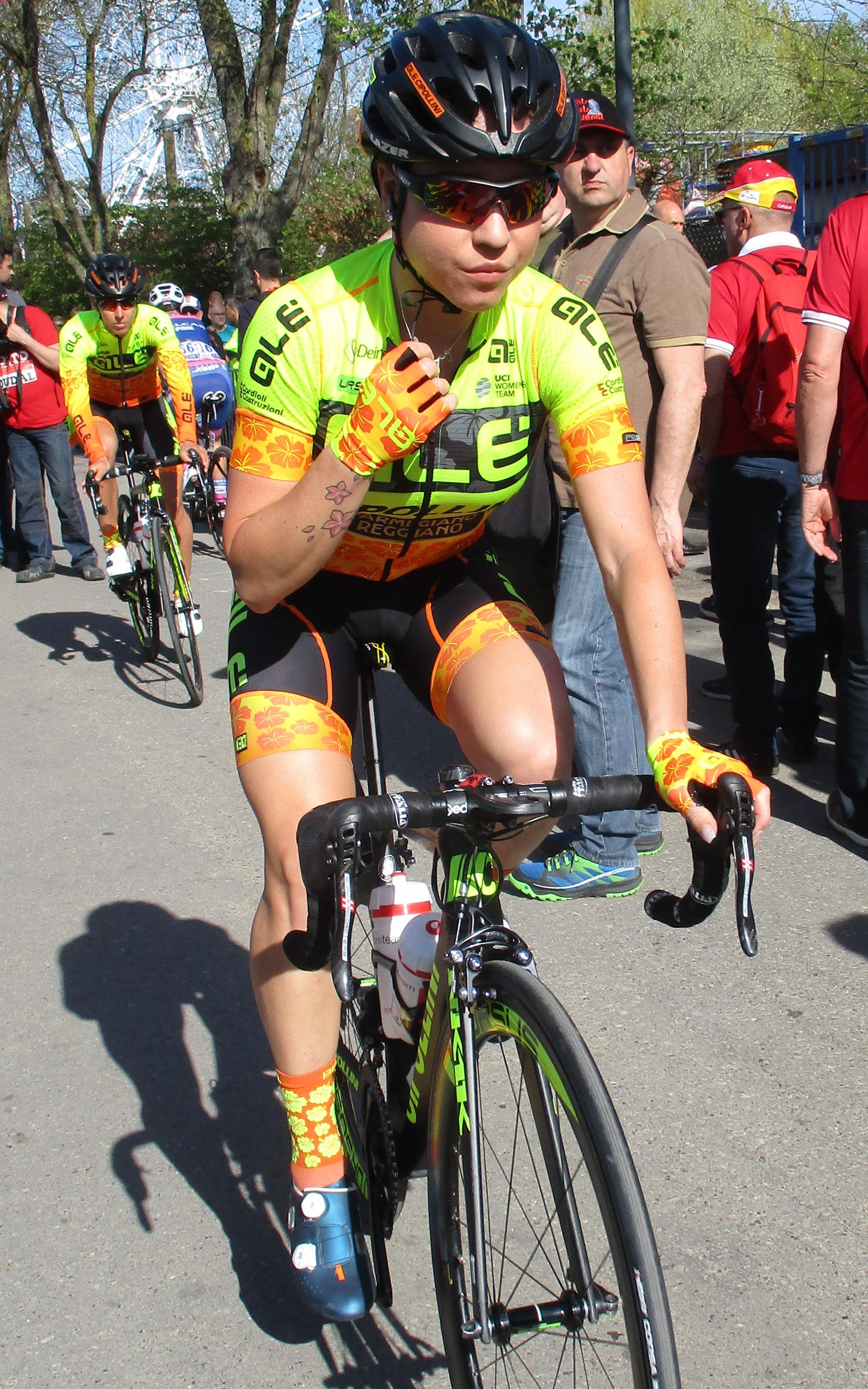
Anna Trevisi en 2018.

### Encadrement
Alessia Piccolo est la directrice générale de l'équipe. Le directeur sportif est Fortunato Lacquaniti, assisté de Giuseppe Lanzoni, tous trois en provenance d'Alé Cipollini. Le deuxième directeur sportif adjoint est Gorazd Penko en provenance de BTC City Ljubljana.

## Déroulement de la saison

### Février
Au Circuit Het Nieuwsblad, Marta Bastianelli se maintient dans le groupe de tête et prend la sixième place.

### Mars
Au Le Samyn des Dames,	Laura Tomasi se classe septième du sprint. Aux Strade Bianche, à trente-six kilomètres de l'arrivée, à l'avant un groupe de huit coureuses dont Mavi Garcia se forme. Le groupe se morcelle dans le sixième secteur. Garcia est dans le quatuor de tête. Derrière, Marianne Vos et Lotte Kopecky sortent du peloton et opèrent la jonction, tandis que Stultiens doit lâcher. Peu après, le reste des favorites reviennent sur l'avant. Mavi Garcia est finalement treizième.
Au Trofeo Alfredo Binda-Comune di Cittiglio, Marlen Reusser tente de sortir en début de course. À trois tours de l'arrivée, Pauliena Rooijakkers sort avec Tatiana Guderzo. Leur avance atteint vingt-six secondes. Dans la côte d'Orino, il descend à quelques secondes. Une fois ce groupe repris, une échappée de cinq part avec Marlen Reussen. Elle est reprise à vingt-neuf kilomètres de l'arrivée. Dans la côte d'Orino, Longo Borghini accélère et part seule. Mavi Garcia fait partie du groupe de poursuite. Elle se classe sixième.
À Gand-Wevelgem, Marta Bastianelli reste dans le groupe de tête et se classe cinquième du sprint final.

### Avril

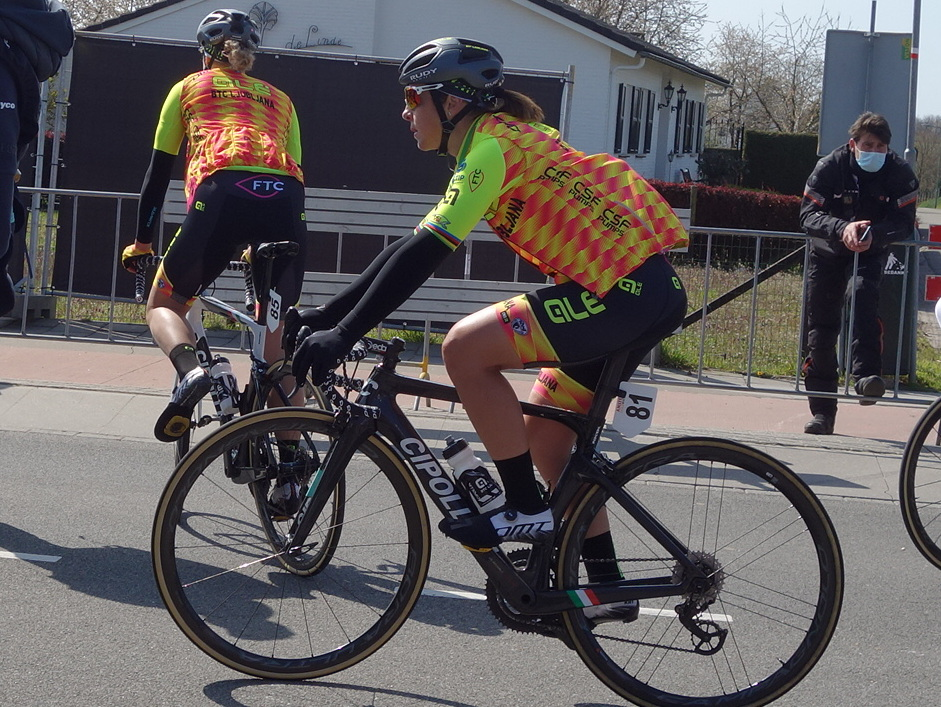
Marta Bastianelli à l'Amstel Gold Race

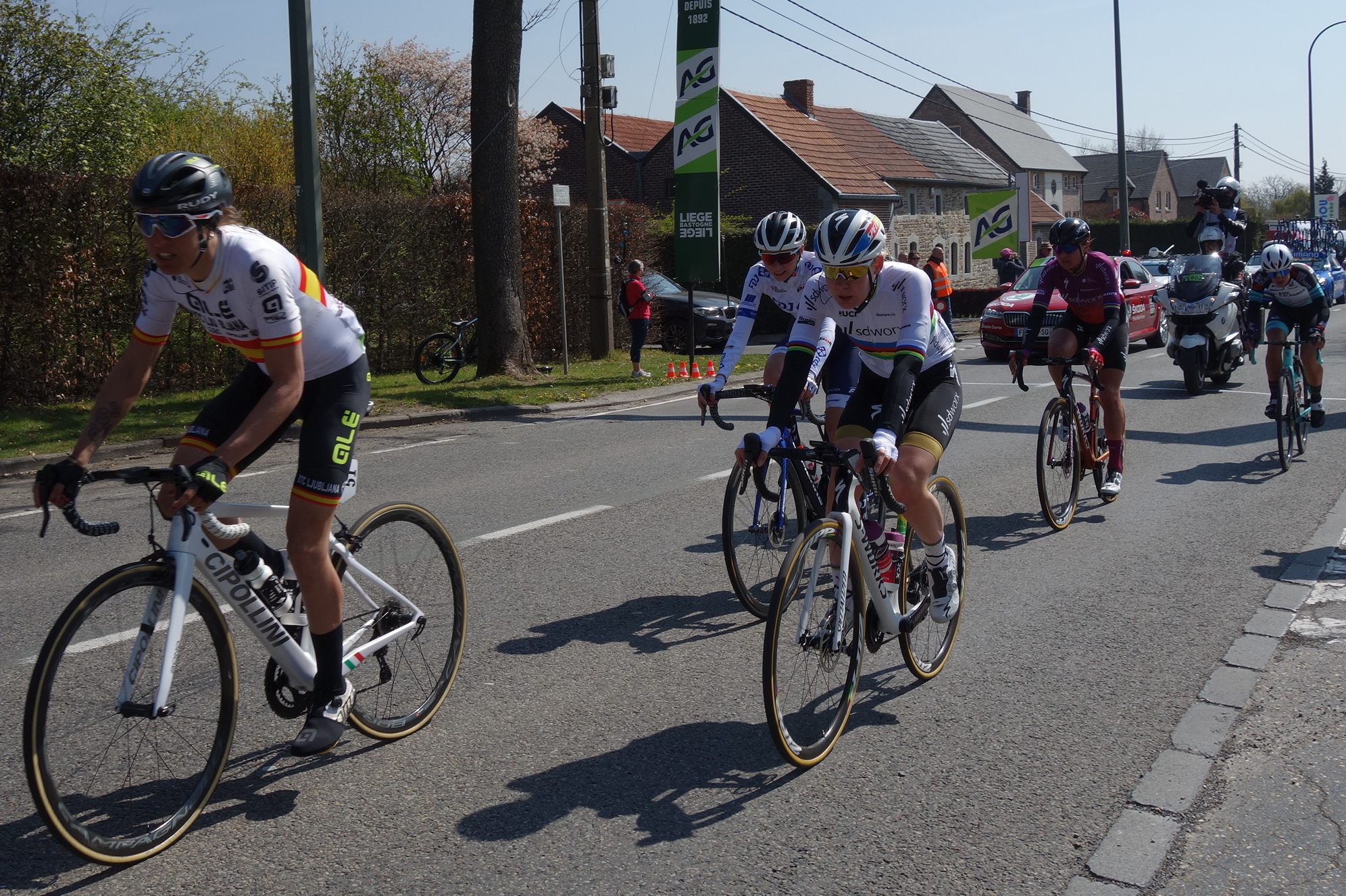
Mavi Garcia (à gauche) à Liège-Bastogne-Liège

Marlen Reusser prend la neuvième place du Tour des Flandres.
À la Flèche wallonne, Mavi Garcia prend la cinquième place.

### Mai
À l'Emakumeen Nafarroako Klasikoa, À vingt-deux kilomètres de l'arrivée, Mavi Garcia attaque. Elle est d'abord suivie par Sara Martin, mais cette dernière ne peut suivre. Garcia est reprise à dix-sept kilomètres de l'arrivée.
Sur la deuxième étape du Tour de Burgos, une échappée sort avec Anastasia Chursina, Heidi Franz et Antri Christoforou. À quarante kilomètres de l'arrivée, elles comptent quatre minutes dix d'avance. À l'avant, Anastasia Chursina distance ses compagnons d'échappée. Dans la descente, Franz revient, mais Chursina profite d'un faux-plat pour la lâcher définitivement et s'impose seule.

### Juin

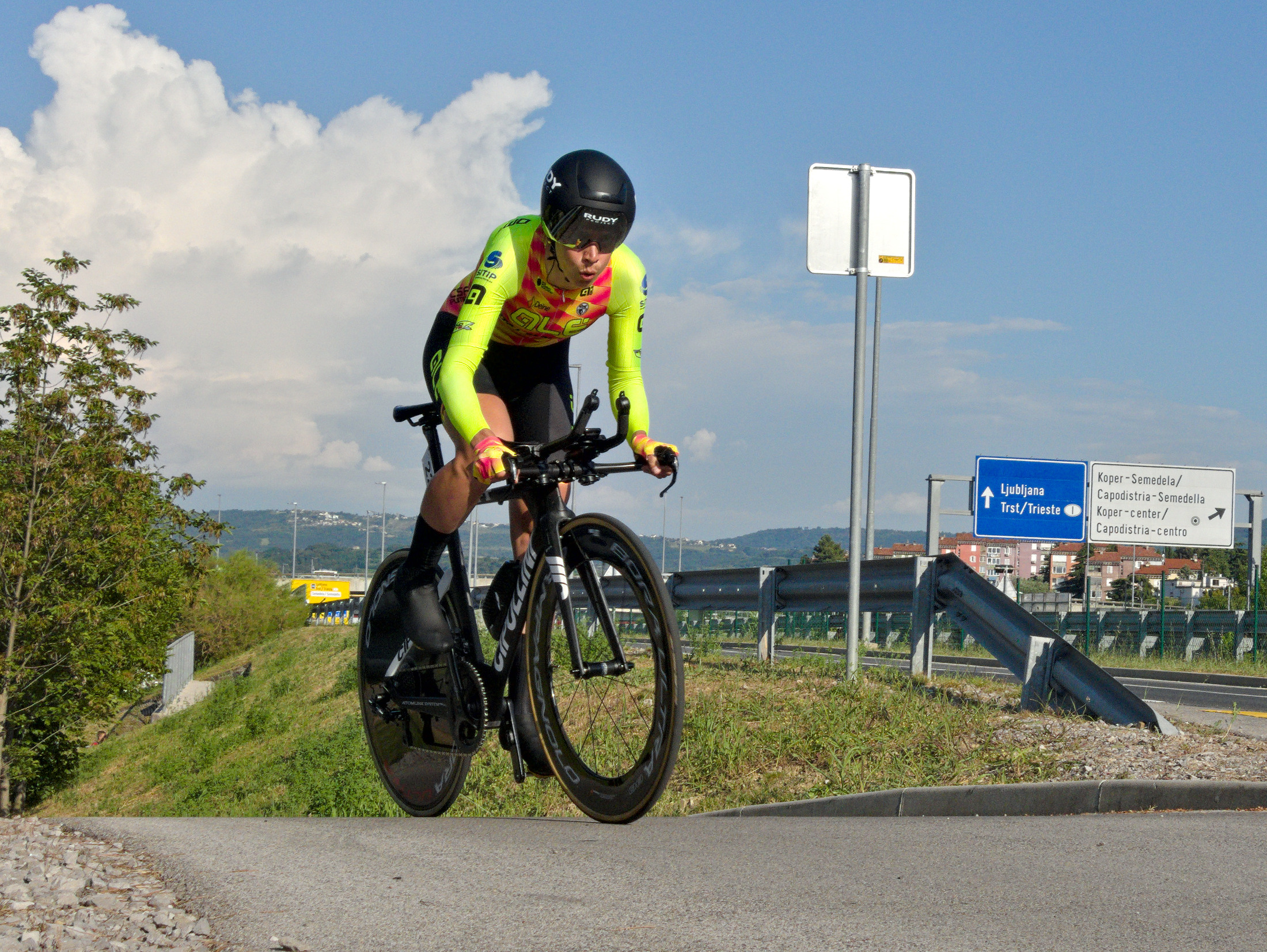
Eugenia Bujak durant le championnat de Slovénie du contre-la-montre

Sur la première étape du Tour de Suisse, dans le deuxième tour de circuit, six coureuses dont Marlen Reusser sortent dans la côte. Dans le dernier tour, Lizzie Deignan attaque dans la côte. Harvey la prend en chasse et provoque le regroupement. Marlen Reusser passe à l'offensive sur le plat, mais est reprise. Elle est finalement troisième de l'étape. Le lendemain, à vingt kilomètres de l'arrivée, un groupe de neuf coureuses dont Marta Bastianelli sort. Un regroupement a lieu. Au sprint, l'Italienne s'impose.
Sur les championnats nationaux, Marlen Reusser réussit le doublé contre-la-montre et course en ligne. Mavi Garcia en fait de même en Espagne. Eugenia Bujak remporte le titre dans le contre-la-montre en Slovénie.
À La course by Le Tour de France, à deux tours de l'arrivée, Ruth Winder passe à l'offensive. Un groupe de dix athlètes se forme. Kristen Faulkner et Tatiana Guderzo reviennent ensuite. Un regroupement général a néanmoins lieu.

### Juillet
Au Tour d'Italie, Alé BTC Ljubljana est troisième du contre-la-montre par équipes inaugural quarante secondes derrière Trek-Segafredo. Sur la montagneuse deuxième étape, dans la montée finale, Mavi Garcia et Tatiana Guderzo se trouvent dans le groupe en poursuite d'Anna van der Breggen et Ashleigh Moolman. Elles se classent septième et neuvième de l'étape. Marta Bastianelli est huitième du sprint de la troisième étape, puis cinquième de la cinquième étape. Elle prend la quatrième place le lendemain. Sur la septième étape, elle sort à dix kilomètres de la ligne. Jeanne Korevaar  part en poursuite. Au six kilomètres, le peloton est de nouveau groupé. Marta Bastianelli est sixième du sprint de la huitième étape. Sur la difficile neuvième étape, Mavi Garcia se maintient avec les meilleures et prend la sixième, Tatiana Guderzo est huitième. Au classement général final, Mavi Garcia est cinquième et Tatiana Guderzo huitième. 
Aux Jeux olympiques, sur la course en ligne, Mavi Garcia reste avec les favorites et se classe douzième. Sur le contre-la-montre, Marlen Reusser devance Anna van der Breggen pour prendre la médaille d'argent près d'une minute derrière Annemiek van Vleuten.
À la Classique de Saint-Sébastien, dans Jaizkibel, Évita Muzic, Pauliena Rooijakkers et Ane Santesteban attaquent. Elles sont rejointes plus loin par Audrey Cordon-Ragot, Olivia Baril puis Tatiana Guderzo. Leur avance atteint deux minutes, mais sous l'impulsion de l'équipe Movistar n'est plus que de quarante secondes au pied de la dernière difficulté. Dans celle-ci Annemiek van Vleuten les rejoint puis les dépasse. Tatiana Guderzo est troisième.

### Août

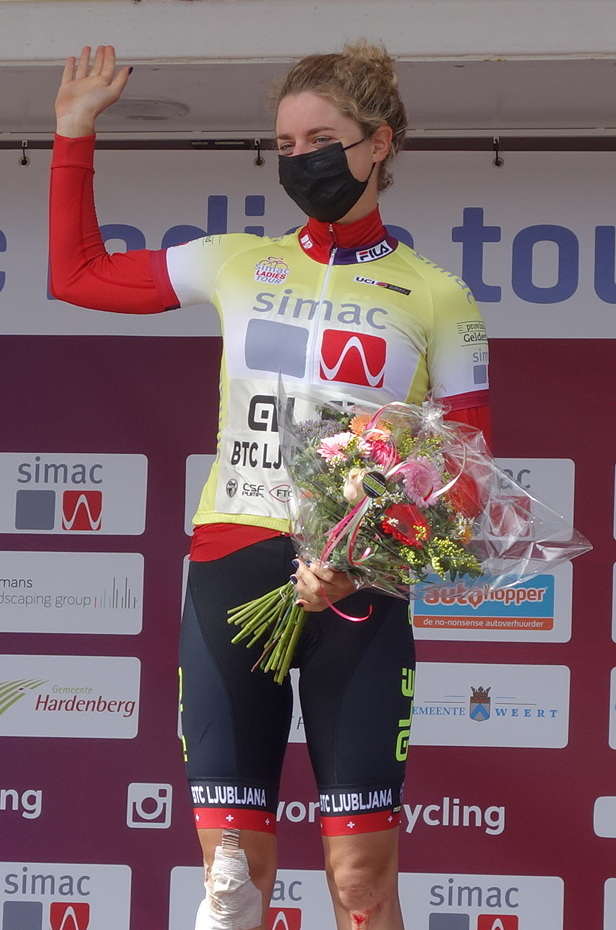
Marlen Reusser gagne le contre-la-montre du Simac Ladies Tour

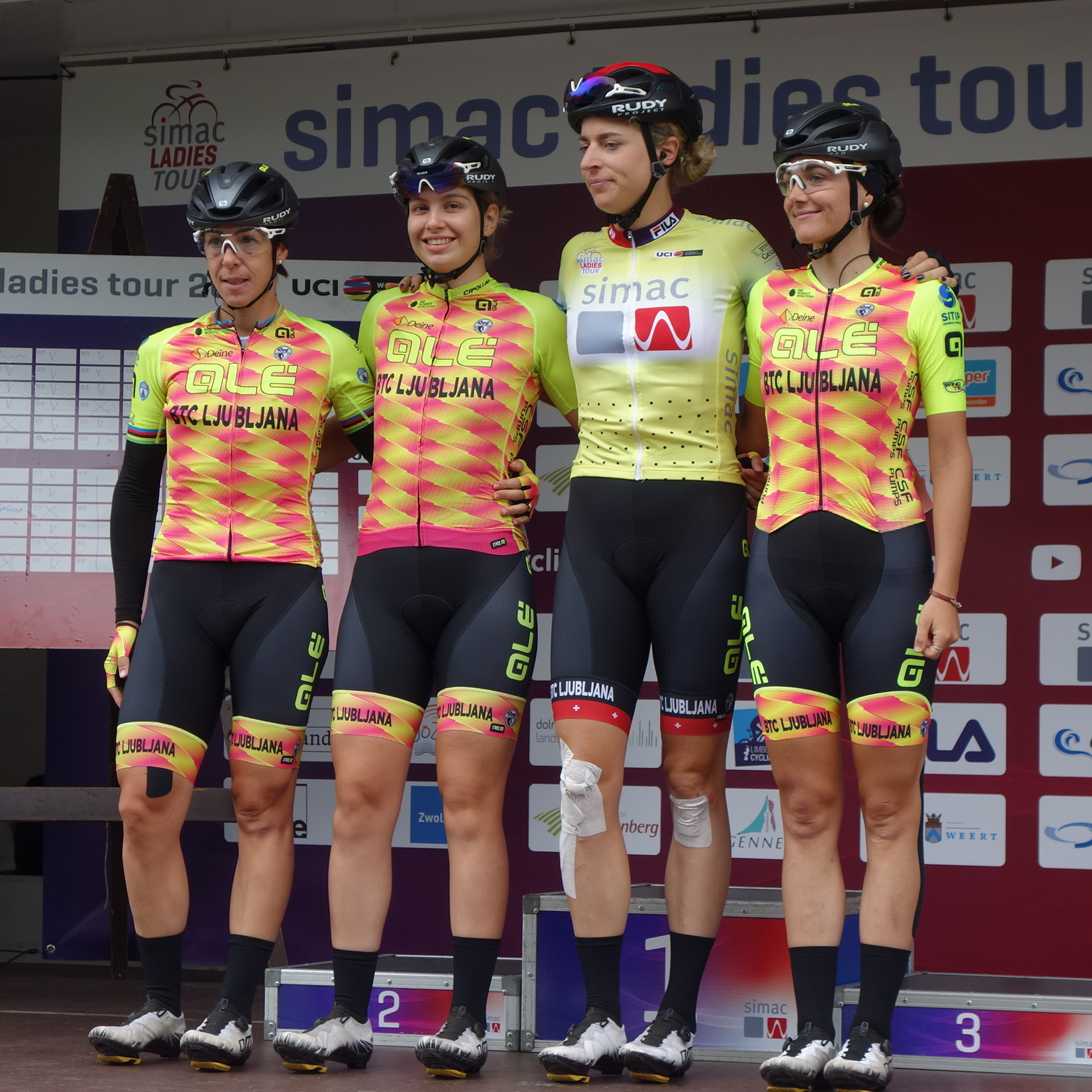
Équipe au Simac Ladies Tour

Au Tour de Norvège, Mavi Garcia et Marlen Reusser sont respectivement troisième et quatrième de l'étape reine. Le lendemain, Mavi García est prise dans une chute. Elle repart ne peut rejoindre le peloton. Marlen Reusser est quatrième du classement général final.
Au Simac Ladies Tour, Marlen Reusser s'impose dans le contre-la-montre avec dix-huit secondes d'avance sur Ellen van Dijk. La Suissesse prend le maillot de leader du classement général. Le lendemain, elle est retardée par la chute massive dans le final, mais conserve son maillot. Sur la quatrième étape, à trente kilomètres de l'arrivée, Katarzyna Niewiadoma passe à l'offensive. Elle est suivie par Chantal Blaak et Marianne Vos. Marlen Reusser et Marta Bastianelli chasse derrière l'échappée qui prend rapidement cinquante secondes d'avance. Elle se dispute la victoire et Marlen Reusser perd la tête du classement général. Elle conclut l'épreuve à la deuxième place du classement général. Marta Bastianelli est neuvième.
Au Grand Prix de Plouay, À cinquante kilomètres de l'arrivée, un groupe de poursuite se forme avec Eugenia Bujak se forme derrière la tête de course. Il est repris à trente-six kilomètres de la ligne. À environ vingt-cinq kilomètres de l'arrivée, Mavi Garcia attaque et revient sur Elisa Longo Borghini. À vingt-deux kilomètres du but, elles reviennent sur Alena Amialiusik. Un regroupement général a néanmoins lieu à quinze kilomètres de l'arrivée. Au dix kilomètres, Elisa Longo Borghini part seule. Floortje Mackaij, Mavi Garcia, Marta Cavalli et Liane Lippert s'emploient dans la poursuite, mais ne peuvent revenir sur l'Italienne. Les quatre sont reprises par le peloton à deux kilomètres de l'arrivée. Marta Cavalli tente une sortie, mais on ne la laisse pas partir. Eugenia Bujak prend la sixième place dans le sprint.

### Septembre
Au Ceratizit Challenge by La Vuelta, la principale difficulté de la première étape à soixante kilomètres de l'arrivée, voit la formation d'une échappée de cinq coureuses incluant Marlen Reusser. Cette dernière part à deux kilomètres de l'arrivée et n'est plus rejointe. Le peloton arrive une minute quarante-huit plus tard. Le lendemain, elle est deuxième du contre-la-montre vingt secondes derrière Annemiek van Vleuten. Sur la troisième étape, Annemiek van Vleuten attaque à soixante kilomètres de l'arrivée. Un groupe de poursuite se forme avec Marlen Reusser. À cinquante kilomètres de la ligne, Annemiek van Vleuten profite d'une descente technique pour distancer ses compagnons d'échappée. Elle n'est plus reprise et prend la tête du classement général. Marlen Reusser finit deuxième du classement général. 
Au Tour de l'Ardèche, Marta Bastianelli est deuxième du sprint de la première étape. Le lendemain, Mavi Garcia fait partie du groupe de tête et prend la sixième place. Marta Bastianelli est cinquième du sprint de la troisième étape. Mavi Garcia fait partie des meilleures sur la quatrième étape et se classe troisième. Amanda Spratt, Paula Patino et Marta Bastianelli passent à l'offensive au bout de quatorze kilomètres. Mavi Garcia suit Leah Thomas derrière. Dans le final, Marta Bastianelli qui sort pour aller s'imposer seule. Mavi Garcia est sixième de la dernière étape et prend la deuxième place du classement général derrière Leah Thomas. 

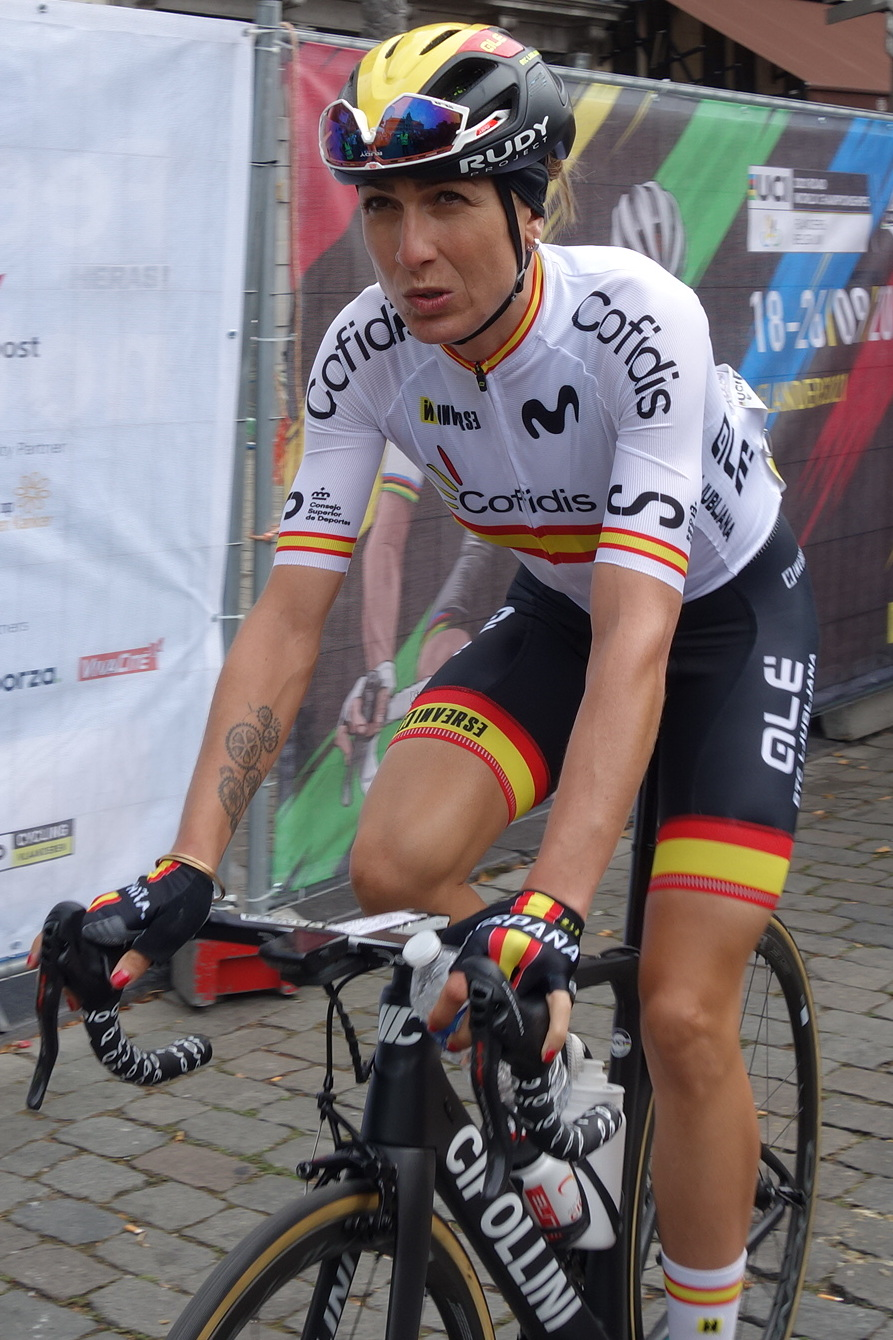
Mavi Garcia au départ des championnats du monde

Aux championnats d'Europe du contre-la-montre,  Marlen Reusser se montre la plus forte. Elle double Brennauer puis va s'imposer avec une minute d'avance. C'est la première vainqueur du championnat d'Europe du contre-la-montre qui ne soit pas néerlandaise. Sur la course en ligne,  Liane Lippert passe à l'offensive dans le peloton à vingt-trois kilomètres du but. Cela provoque la formation d'un groupe de favorites dont Marlen Reusser à l'avant. Elle conclut la course à la septième place.
Marlen Reusser est avec Annemiek van Vleuten la grande favorite des championnats du monde de contre-la-montre. Elle prend la médaille d'argent derrière Ellen van Dijk pour dix secondes. Sur la course en ligne, Marta Bastianelli  se met au service du collectif italien. Dans la côte de Decouxlaan, Mavi Garcia parvient à sortir. Elle a une avance de vingt-cinq secondes à vingt-deux kilomètres de la fin. Elle est reprise dans le Keizersberg aux onze kilomètres.

### Octobre
Mavi Garcia s'impose au Tour d'Émilie.

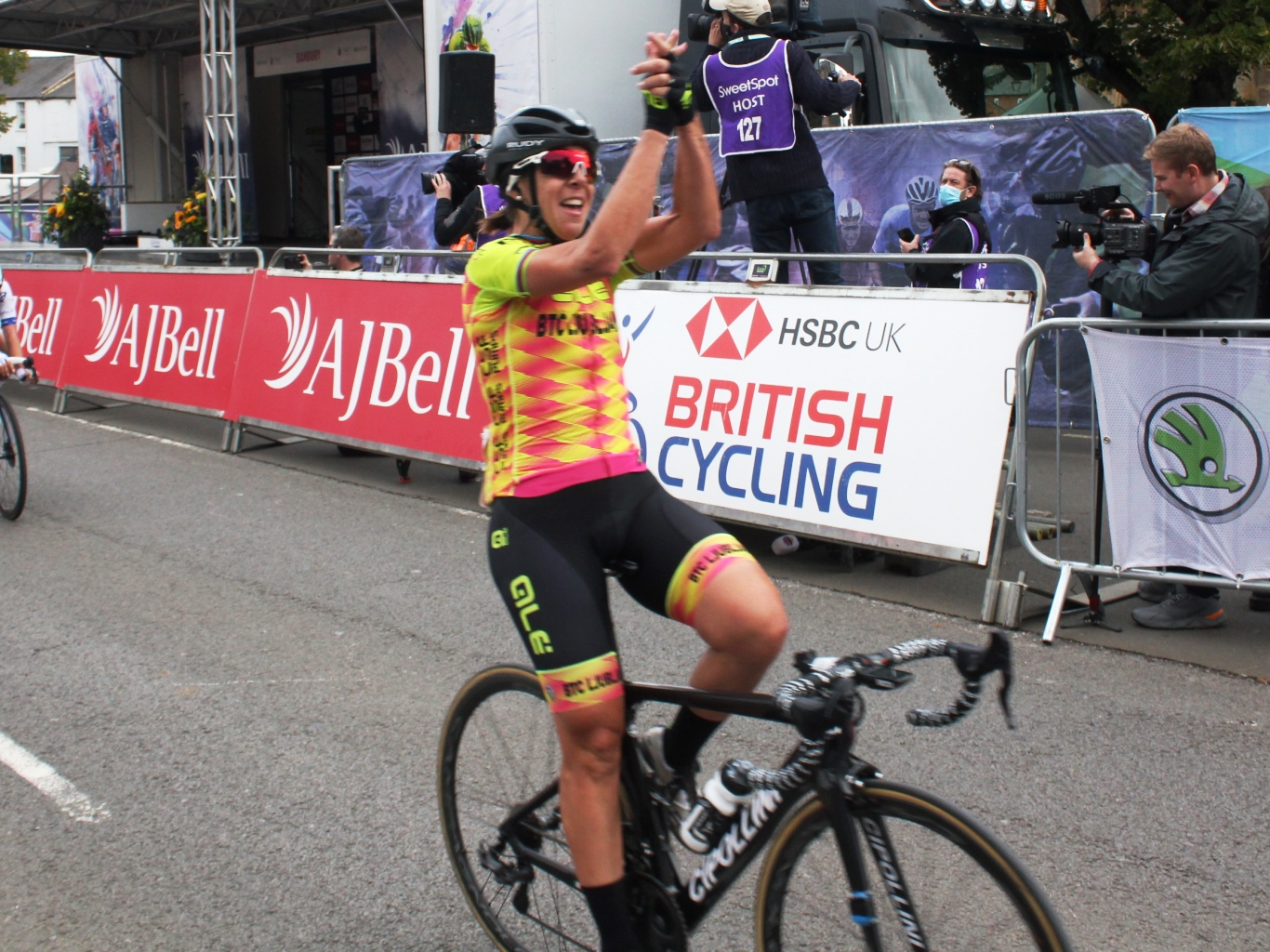
Marta Bastianelli gagne la première étape du Women's Tour

À Paris-Roubaix, sur le secteur de Mont-en-Pévèle, le groupe de poursuivante  derrière Lizzie Deignan est composé de : Marianne Vos, Christine Majerus, Lisa Brennauer, Audrey Cordon-Ragot, Marta Bastianelli et Aude Biannic. Marta Bastianelli chasse. Elle prend finalement la cinquième place.
Au Women's Tour, la première étape se conclut au sprint. Marta Bastianelli s'impose devant Chloe Hosking. Elle participe aux autres sprints, mais avec moins de succès.
Marlen Reusser remporte le Chrono des Nations-Les Herbiers-Vendée.

## Victoires

### Sur route
| Victoires | Victoires                                    | Victoires   | Victoires | Victoires          | Victoires |
| Date      | Course                                       | Pays        | Classe    | Vainqueur          |           |
| --------- | -------------------------------------------- | ----------- | --------- | ------------------ | --------- |
| 21 mai    | 2e étape du Tour de Burgos                   | Espagne     | 2.WWT     | Anastasia Chursina |           |
| 6 juin    | 2e étape du Tour de Suisse                   | Suisse      | 2.1       | Marta Bastianelli  |           |
| 16 juin   | Championnat de Suisse du contre-la-montre    | Suisse      | CN        | Marlen Reusser     |           |
| 17 juin   | Championnat de Slovénie du contre-la-montre  | Slovénie    | CN        | Eugenia Bujak      |           |
| 18 juin   | Championnat d'Espagne du contre-la-montre    | Espagne     | CN        | Mavi García        |           |
| 19 juin   | Championnat d'Espagne sur route              | Espagne     | CN        | Mavi García        |           |
| 20 juin   | Championnat de Suisse sur route              | Suisse      | CN        | Marlen Reusser     |           |
| 4 juill.  | Grand Prix Kahramanmaras                     | Turquie     | 1.2       | Anastasia Chursina |           |
| 14 août   | La Périgord Ladies                           | France      | 1.2       | Marta Bastianelli  |           |
| 26 août   | 2e étape, Simac Ladies Tour                  | Pays-Bas    | 2.WWT     | Marlen Reusser     |           |
| 2 sept.   | 1re étape, Ceratizit Challenge by La Vuelta  | Espagne     | 2.WWT     | Marlen Reusser     |           |
| 9 sept.   | Championnat d'Europe du contre-la-montre     | Italie      | CC        | Marlen Reusser     |           |
| 12 sept.  | 5e étape du Tour de l'Ardèche                | France      | 2.1       | Marta Bastianelli  |           |
| 2 oct.    | Tour d'Émilie                                | Italie      | 1.Pro     | Mavi García        |           |
| 4 oct.    | 1re étape du Tour de Grande-Bretagne féminin | Royaume-Uni | 2.WWT     | Marta Bastianelli  |           |
| 17 oct.   | Chrono des Nations-Les Herbiers-Vendée       | France      | 1.1       | Marlen Reusser     |           |

### Résultats sur les courses majeures

#### World Tour
| Date          | #  | Course                                   | Pays        | Meilleure classée | Classement |
| ------------- | -- | ---------------------------------------- | ----------- | ----------------- | ---------- |
| 6 mars        | 1  | Strade Bianche                           | Italie      | Mavi Garcia       | 13e        |
| 21 mars       | 2  | Trofeo Alfredo Binda-Comune di Cittiglio | Italie      | Mavi Garcia       | 6e         |
| 25 mars       | 3  | Trois Jours de La Panne                  | Belgique    | Tatiana Guderzo   | 22e        |
| 28 mars       | 4  | Gand-Wevelgem                            | Belgique    | Marta Bastianelli | 5e         |
| 4 avril       | 5  | Tour des Flandres                        | Belgique    | Marlen Reusser    | 9e         |
| 18 avril      | 6  | Amstel Gold Race                         | Pays-Bas    | Mavi Garcia       | 6e         |
| 18 avril      | 7  | Flèche wallonne                          | Belgique    | Mavi Garcia       | 5e         |
| 25 avril      | 8  | Liège-Bastogne-Liège                     | Belgique    | Mavi Garcia       | 19e        |
| 20-23 mai     | 9  | Tour de Burgos                           | Espagne     | Tatiana Guderzo   | 26e        |
| 26 juin       | 10 | La course by Le Tour de France           | France      | Tatiana Guderzo   | 16e        |
| 31 juillet    | 11 | Classique de Saint-Sébastien             | Espagne     | Tatiana Guderzo   | 3e         |
| 12-15 août    | 12 | Tour de Norvège                          | Norvège     | Marlen Reusser    | 4e         |
| 24-29 août    | 13 | Simac Ladies Tour                        | Pays-Bas    | Marlen Reusser    | 2e         |
| 30 août       | 14 | Grand Prix de Plouay                     | France      | Eugenia Bujak     | 6e         |
| 2-5 septembre | 15 | Ceratizit Challenge by La Vuelta         | Espagne     | Marlen Reusser    | 2e         |
| 2 octobre     | 16 | Paris-Roubaix                            | France      | Marta Bastianelli | 5e         |
| 4-9 octobre   | 17 | The Women's Tour                         | Royaume-Uni | Marta Bastianelli | 18e        |
| 23 octobre    | 18 | Tour de Drenthe                          | Pays-Bas    | Eugenia Bujak     | 22e        |

Marlen Reusser est huitième du classement individuel. Alé BTC Ljubljana est septième du classement par équipes.

#### Grand tour
| Grand tour            | Tour d'Italie    |
| --------------------- | ---------------- |
| Coureuse (classement) | Mavi Garcia (5e) |
| Accessits             | -                |

## Classement mondial
| Classement UCI | Classement UCI     | Classement UCI | Classement UCI |
| Coureuse       | Coureuse           | Pays           | Points         |
| -------------- | ------------------ | -------------- | -------------- |
| 6e             | Marlen Reusser     | Suisse         | 2364 pts       |
| 17e            | Mavi García        | Espagne        | 1443 pts       |
| 25e            | Marta Bastianelli  | Italie         | 953 pts        |
| 45e            | Tatiana Guderzo    | Italie         | 604 pts        |
| 53e            | Eugenia Bujak      | Slovénie       | 521 pts        |
| 103e           | Anastasia Chursina | Russie         | 217 pts        |
| 114e           | Urša Pintar        | Slovénie       | 196 pts        |
| 202e           | Laura Tomasi       | Italie         | 98 pts         |
| 234e           | Maaike Boogaard    | Pays-Bas       | 80 pts         |
| 298e           | Anna Trevisi       | Italie         | 68 pts         |
| 599e           | Sophie Wright      | Royaume-Uni    | 23 pts         |

Alé BTC Ljubljana est cinquième du classement par équipes.